# People's Instinctive Travels and the Paths of Rhythm
People's Instinctive Travels and the Paths of Rhythm är hiphopgruppen A Tribe Called Quests debutalbum som släpptes 17 april 1990 av Jive Records.

## Låtlista
1. "Push It Along" — 7:42
2. "Luck of Lucien" — 4:32
3. "After Hours" — 4:39
4. "Footprints" — 4:00
5. "I Left My Wallet in El Segundo" — 4:06
6. "Public Enemy" — 3:45
7. "Bonita Applebum" — 3:50
8. "Can I Kick It?" — 4:11
9. "Youthful Expression" — 4:52
10. "Rhythm (Devoted to the Art of Moving Butts)" — 4:01
11. "Mr. Muhammad" — 3:33
12. "Ham 'n' Eggs" — 5:27
13. "Go Ahead in the Rain" — 3:54
14. "Description of a Fool" — 5:41